# Selecció de futbol d'Haití
La Selecció de futbol d'Haití és l'equip representatiu del país a les competicions oficials. La seva organització està a càrrec de la Fédération Haïtienne de Football (Federació Haitiana de Futbol). Ha estat membre de la FIFA des de 1934, membre de la CONCACAF des de 1961 i membre de la Caribbean Football Union (CFU) des del 1978.
Haití té una de les tradicions de futbol més llargues de la regió caribenya i van ser el segon equip del Carib en disputar la fase final de la Copa del Món, després de classificar-se guanyant el Campionat de la CONCACAF de 1973.
El 2016 es va classificar per primer cop per jugar la Copa América Centenario després de derrotar Trinitat i Tobago.

## Participacions en la Copa del Món
| Copa del Món de Futbol | Copa del Món de Futbol | Copa del Món de Futbol | Copa del Món de Futbol | Copa del Món de Futbol | Copa del Món de Futbol | Copa del Món de Futbol | Copa del Món de Futbol | Copa del Món de Futbol |
| Any                    | Ronda                  | Posició                | PJ                     | PG                     | PE                     | PP                     | GF                     | GA                     |
| ---------------------- | ---------------------- | ---------------------- | ---------------------- | ---------------------- | ---------------------- | ---------------------- | ---------------------- | ---------------------- |
| 1930                   | No hi va participar    | No hi va participar    | No hi va participar    | No hi va participar    | No hi va participar    | No hi va participar    | No hi va participar    | No hi va participar    |
| 1934                   | No es va classificar   | No es va classificar   | No es va classificar   | No es va classificar   | No es va classificar   | No es va classificar   | No es va classificar   | No es va classificar   |
| 1938                   | No hi va participar    | No hi va participar    | No hi va participar    | No hi va participar    | No hi va participar    | No hi va participar    | No hi va participar    | No hi va participar    |
| 1950                   | No hi va participar    | No hi va participar    | No hi va participar    | No hi va participar    | No hi va participar    | No hi va participar    | No hi va participar    | No hi va participar    |
| 1954                   | No es va classificar   | No es va classificar   | No es va classificar   | No es va classificar   | No es va classificar   | No es va classificar   | No es va classificar   | No es va classificar   |
| 1958                   | No hi va participar    | No hi va participar    | No hi va participar    | No hi va participar    | No hi va participar    | No hi va participar    | No hi va participar    | No hi va participar    |
| 1962                   | No hi va participar    | No hi va participar    | No hi va participar    | No hi va participar    | No hi va participar    | No hi va participar    | No hi va participar    | No hi va participar    |
| 1966                   | No hi va participar    | No hi va participar    | No hi va participar    | No hi va participar    | No hi va participar    | No hi va participar    | No hi va participar    | No hi va participar    |
| 1970                   | No es va classificar   | No es va classificar   | No es va classificar   | No es va classificar   | No es va classificar   | No es va classificar   | No es va classificar   | No es va classificar   |
| 1974                   | Fase de grups          | 15s                    | 3                      | 0                      | 0                      | 3                      | 2                      | 14                     |
| 1978                   | No es va classificar   | No es va classificar   | No es va classificar   | No es va classificar   | No es va classificar   | No es va classificar   | No es va classificar   | No es va classificar   |
| 1982                   | No es va classificar   | No es va classificar   | No es va classificar   | No es va classificar   | No es va classificar   | No es va classificar   | No es va classificar   | No es va classificar   |
| 1986                   | No es va classificar   | No es va classificar   | No es va classificar   | No es va classificar   | No es va classificar   | No es va classificar   | No es va classificar   | No es va classificar   |
| 1990                   | No hi va participar    | No hi va participar    | No hi va participar    | No hi va participar    | No hi va participar    | No hi va participar    | No hi va participar    | No hi va participar    |
| 1994                   | No es va classificar   | No es va classificar   | No es va classificar   | No es va classificar   | No es va classificar   | No es va classificar   | No es va classificar   | No es va classificar   |
| 1998                   | No es va classificar   | No es va classificar   | No es va classificar   | No es va classificar   | No es va classificar   | No es va classificar   | No es va classificar   | No es va classificar   |
| 2002                   | No es va classificar   | No es va classificar   | No es va classificar   | No es va classificar   | No es va classificar   | No es va classificar   | No es va classificar   | No es va classificar   |
| 2006                   | No es va classificar   | No es va classificar   | No es va classificar   | No es va classificar   | No es va classificar   | No es va classificar   | No es va classificar   | No es va classificar   |
| 2010                   | No es va classificar   | No es va classificar   | No es va classificar   | No es va classificar   | No es va classificar   | No es va classificar   | No es va classificar   | No es va classificar   |
| 2014                   | No es va classificar   | No es va classificar   | No es va classificar   | No es va classificar   | No es va classificar   | No es va classificar   | No es va classificar   | No es va classificar   |
| 2018                   | No es va classificar   | No es va classificar   | No es va classificar   | No es va classificar   | No es va classificar   | No es va classificar   | No es va classificar   | No es va classificar   |
| 2022                   | Pendent                | Pendent                | Pendent                | Pendent                | Pendent                | Pendent                | Pendent                | Pendent                |
| 2026                   | Pendent                | Pendent                | Pendent                | Pendent                | Pendent                | Pendent                | Pendent                | Pendent                |
| Total                  | Fase de grups          | Fase de grups          | 3                      | 0                      | 0                      | 3                      | 2                      | 14                     |

### Alemanya Occidental 1974

#### Primera fase: Grup 4
| Pos | Equip     | PJ | PG | PE | PP | GF | GC | DG  | Pts | Classificació           |
| --- | --------- | -- | -- | -- | -- | -- | -- | --- | --- | ----------------------- |
| 1   | Polònia   | 3  | 3  | 0  | 0  | 12 | 3  | +9  | 6   | Avança a la segona fase |
| 2   | Argentina | 3  | 1  | 1  | 1  | 7  | 5  | +2  | 3   | Avança a la segona fase |
| 3   | Itàlia    | 3  | 1  | 1  | 1  | 5  | 4  | +1  | 3   |                         |
| 4   | Haití     | 3  | 0  | 0  | 3  | 2  | 14 | −12 | 0   |                         |

| Itàlia                                  | 3–1     | Haití     |
| --------------------------------------- | ------- | --------- |
| Rivera 52' · Benetti 66' · Anastasi 79' | Informe | Sanon 46' |

| Haití | 0–7     | Polònia                                                         |
| ----- | ------- | --------------------------------------------------------------- |
|       | Informe | Lato 17', 87' · Deyna 18' · Szarmach 30', 34', 50' · Gorgoń 31' |

| Argentina                                   | 4–1     | Haití     |
| ------------------------------------------- | ------- | --------- |
| Yazalde 15', 68' · Houseman 18' · Ayala 55' | Informe | Sanon 63' |

## Participacions en la Copa CCCF
| Copa CCCF | Copa CCCF       | Copa CCCF       | Copa CCCF       | Copa CCCF       | Copa CCCF       | Copa CCCF       | Copa CCCF       | Copa CCCF       |                 |
| Any       | Ronda           | Posició         | PJ              | PG              | PE              | PP              | GF              | GC              |                 |
| --------- | --------------- | --------------- | --------------- | --------------- | --------------- | --------------- | --------------- | --------------- | --------------- |
| 1941      | No hi va entrar | No hi va entrar | No hi va entrar | No hi va entrar | No hi va entrar | No hi va entrar | No hi va entrar | No hi va entrar | No hi va entrar |
| 1943      | No hi va entrar | No hi va entrar | No hi va entrar | No hi va entrar | No hi va entrar | No hi va entrar | No hi va entrar | No hi va entrar | No hi va entrar |
| 1946      | No hi va entrar | No hi va entrar | No hi va entrar | No hi va entrar | No hi va entrar | No hi va entrar | No hi va entrar | No hi va entrar | No hi va entrar |
| 1948      | No hi va entrar | No hi va entrar | No hi va entrar | No hi va entrar | No hi va entrar | No hi va entrar | No hi va entrar | No hi va entrar | No hi va entrar |
| 1951      | No hi va entrar | No hi va entrar | No hi va entrar | No hi va entrar | No hi va entrar | No hi va entrar | No hi va entrar | No hi va entrar | No hi va entrar |
| 1953      | No hi va entrar | No hi va entrar | No hi va entrar | No hi va entrar | No hi va entrar | No hi va entrar | No hi va entrar | No hi va entrar | No hi va entrar |
| 1955      | No hi va entrar | No hi va entrar | No hi va entrar | No hi va entrar | No hi va entrar | No hi va entrar | No hi va entrar | No hi va entrar | No hi va entrar |
| 1957      | Campions        | 1r              | 4               | 4               | 0               | 0               | 14              | 4               |                 |
| 1960      | Abandonà        | Abandonà        | Abandonà        | Abandonà        | Abandonà        | Abandonà        | Abandonà        | Abandonà        |                 |
| 1961      | 4t lloc         | 4t              | 6               | 3               | 0               | 3               | 8               | 17              |                 |
| Total     | 1 títol         | 2/10            | 10              | 7               | 0               | 3               | 22              | 21              |                 |

## Participacions en el Campionat de la CONCACAF & Copa d'Or
| Campionat de la CONCACAF & Copa d'Or | Campionat de la CONCACAF & Copa d'Or | Campionat de la CONCACAF & Copa d'Or | Campionat de la CONCACAF & Copa d'Or | Campionat de la CONCACAF & Copa d'Or | Campionat de la CONCACAF & Copa d'Or | Campionat de la CONCACAF & Copa d'Or | Campionat de la CONCACAF & Copa d'Or | Campionat de la CONCACAF & Copa d'Or |
| Any                                  | Ronda                                | Posició                              | PJ                                   | PG                                   | PE                                   | PP                                   | GF                                   | GC                                   |
| ------------------------------------ | ------------------------------------ | ------------------------------------ | ------------------------------------ | ------------------------------------ | ------------------------------------ | ------------------------------------ | ------------------------------------ | ------------------------------------ |
| 1963                                 | No es va classificar                 | No es va classificar                 | No es va classificar                 | No es va classificar                 | No es va classificar                 | No es va classificar                 | No es va classificar                 | No es va classificar                 |
| 1965                                 | 6è lloc                              | 6è                                   | 5                                    | 0                                    | 1                                    | 4                                    | 3                                    | 13                                   |
| 1967                                 | 5è lloc                              | 5è                                   | 5                                    | 1                                    | 0                                    | 4                                    | 5                                    | 9                                    |
| 1969                                 | Desqualificats                       | Desqualificats                       | Desqualificats                       | Desqualificats                       | Desqualificats                       | Desqualificats                       | Desqualificats                       | Desqualificats                       |
| 1971                                 | Finalista                            | 2n                                   | 5                                    | 2                                    | 3                                    | 0                                    | 9                                    | 1                                    |
| 1973                                 | Campions                             | 1r                                   | 5                                    | 4                                    | 0                                    | 1                                    | 8                                    | 3                                    |
| 1977                                 | Finalista                            | 2n                                   | 5                                    | 3                                    | 1                                    | 1                                    | 6                                    | 6                                    |
| 1981                                 | 6è lloc                              | 6è                                   | 5                                    | 0                                    | 2                                    | 3                                    | 2                                    | 9                                    |
| 1985                                 | Fase de grups                        | 9è                                   | 4                                    | 0                                    | 0                                    | 4                                    | 0                                    | 9                                    |
| 1989                                 | No hi va entrar                      | No hi va entrar                      | No hi va entrar                      | No hi va entrar                      | No hi va entrar                      | No hi va entrar                      | No hi va entrar                      | No hi va entrar                      |
| 1991                                 | No es va classificar                 | No es va classificar                 | No es va classificar                 | No es va classificar                 | No es va classificar                 | No es va classificar                 | No es va classificar                 | No es va classificar                 |
| 1993                                 | No hi va entrar                      | No hi va entrar                      | No hi va entrar                      | No hi va entrar                      | No hi va entrar                      | No hi va entrar                      | No hi va entrar                      | No hi va entrar                      |
| 1996                                 | No es va classificar                 | No es va classificar                 | No es va classificar                 | No es va classificar                 | No es va classificar                 | No es va classificar                 | No es va classificar                 | No es va classificar                 |
| 1998                                 | Abandonà                             | Abandonà                             | Abandonà                             | Abandonà                             | Abandonà                             | Abandonà                             | Abandonà                             | Abandonà                             |
| 2000                                 | Fase de grups                        | 11è                                  | 2                                    | 0                                    | 1                                    | 1                                    | 1                                    | 4                                    |
| 2002                                 | Quarts de final                      | 7è                                   | 3                                    | 1                                    | 0                                    | 2                                    | 3                                    | 4                                    |
| 2003                                 | No es va classificar                 | No es va classificar                 | No es va classificar                 | No es va classificar                 | No es va classificar                 | No es va classificar                 | No es va classificar                 | No es va classificar                 |
| 2005                                 | No es va classificar                 | No es va classificar                 | No es va classificar                 | No es va classificar                 | No es va classificar                 | No es va classificar                 | No es va classificar                 | No es va classificar                 |
| 2007                                 | Fase de grups                        | 10è                                  | 3                                    | 0                                    | 2                                    | 1                                    | 2                                    | 4                                    |
| 2009                                 | Quarts de final                      | 8è                                   | 4                                    | 1                                    | 1                                    | 2                                    | 4                                    | 7                                    |
| 2011                                 | No es va classificar                 | No es va classificar                 | No es va classificar                 | No es va classificar                 | No es va classificar                 | No es va classificar                 | No es va classificar                 | No es va classificar                 |
| 2013                                 | Fase de grups                        | 9è                                   | 3                                    | 1                                    | 0                                    | 2                                    | 2                                    | 3                                    |
| 2015                                 | Quarts de final                      | 6è                                   | 4                                    | 1                                    | 1                                    | 2                                    | 2                                    | 3                                    |
| Total                                | 1 Títol                              | 13/23                                | 53                                   | 14                                   | 12                                   | 27                                   | 47                                   | 75                                   |

## Participacions en el Campionat de la CFU
| Campionat de la CFU | Campionat de la CFU | Campionat de la CFU | Campionat de la CFU | Campionat de la CFU | Campionat de la CFU | Campionat de la CFU | Campionat de la CFU | Campionat de la CFU |                 |
| Any                 | Ronda               | Posició             | PJ                  | PG                  | PE                  | PP                  | GF                  | GC                  |                 |
| ------------------- | ------------------- | ------------------- | ------------------- | ------------------- | ------------------- | ------------------- | ------------------- | ------------------- | --------------- |
| 1978                | 3r lloc             | 3r                  | 7                   | 3                   | 3                   | 1                   | 10                  | 9                   |                 |
| 1979                | Campions            | 1r                  | 7                   | 7                   | 0                   | 0                   | 13                  | 1                   |                 |
| 1981                | No hi va entrar     | No hi va entrar     | No hi va entrar     | No hi va entrar     | No hi va entrar     | No hi va entrar     | No hi va entrar     | No hi va entrar     | No hi va entrar |
| 1983                | No hi va entrar     | No hi va entrar     | No hi va entrar     | No hi va entrar     | No hi va entrar     | No hi va entrar     | No hi va entrar     | No hi va entrar     | No hi va entrar |
| 1985                | No hi va entrar     | No hi va entrar     | No hi va entrar     | No hi va entrar     | No hi va entrar     | No hi va entrar     | No hi va entrar     | No hi va entrar     | No hi va entrar |
| 1988                | No hi va entrar     | No hi va entrar     | No hi va entrar     | No hi va entrar     | No hi va entrar     | No hi va entrar     | No hi va entrar     | No hi va entrar     | No hi va entrar |
| Total               | 1 Títol             | 2/6                 | 14                  | 10                  | 3                   | 1                   | 23                  | 10                  |                 |

## Participacions en la Copa Caribenya
| Copa del Carib de futbol | Copa del Carib de futbol | Copa del Carib de futbol | Copa del Carib de futbol | Copa del Carib de futbol | Copa del Carib de futbol | Copa del Carib de futbol | Copa del Carib de futbol | Copa del Carib de futbol |                 |
| Any                      | Ronda                    | Posició                  | PJ                       | PG                       | PE                       | PP                       | GF                       | GC                       |                 |
| ------------------------ | ------------------------ | ------------------------ | ------------------------ | ------------------------ | ------------------------ | ------------------------ | ------------------------ | ------------------------ | --------------- |
| 1989                     | No hi va entrar          | No hi va entrar          | No hi va entrar          | No hi va entrar          | No hi va entrar          | No hi va entrar          | No hi va entrar          | No hi va entrar          | No hi va entrar |
| 1990                     | No hi va entrar          | No hi va entrar          | No hi va entrar          | No hi va entrar          | No hi va entrar          | No hi va entrar          | No hi va entrar          | No hi va entrar          | No hi va entrar |
| 1991                     | No es va classificar     | No es va classificar     | No es va classificar     | No es va classificar     | No es va classificar     | No es va classificar     | No es va classificar     | No es va classificar     |                 |
| 1992                     | No hi va entrar          | No hi va entrar          | No hi va entrar          | No hi va entrar          | No hi va entrar          | No hi va entrar          | No hi va entrar          | No hi va entrar          | No hi va entrar |
| 1993                     | No hi va entrar          | No hi va entrar          | No hi va entrar          | No hi va entrar          | No hi va entrar          | No hi va entrar          | No hi va entrar          | No hi va entrar          | No hi va entrar |
| 1994                     | Fase de grups            | 5è                       | 4                        | 2                        | 1                        | 1                        | 5                        | 6                        |                 |
| 1995                     | No hi va entrar          | No hi va entrar          | No hi va entrar          | No hi va entrar          | No hi va entrar          | No hi va entrar          | No hi va entrar          | No hi va entrar          |                 |
| 1996                     | Fase de grups            | 6è                       | 5                        | 1                        | 3                        | 1                        | 9                        | 4                        |                 |
| 1997                     | Abandonà                 | Abandonà                 | Abandonà                 | Abandonà                 | Abandonà                 | Abandonà                 | Abandonà                 | Abandonà                 |                 |
| 1998                     | 3r lloc                  | 3rd                      | 7                        | 5                        | 0                        | 2                        | 19                       | 8                        |                 |
| 1999                     | 3r lloc                  | 3r                       | 7                        | 5                        | 0                        | 2                        | 21                       | 10                       |                 |
| 2001                     | Finalista                | 2n                       | 8                        | 5                        | 2                        | 1                        | 30                       | 9                        |                 |
| 2005                     | No es va classificar     | No es va classificar     | No es va classificar     | No es va classificar     | No es va classificar     | No es va classificar     | No es va classificar     | No es va classificar     |                 |
| 2007                     | Campions                 | 1r                       | 13                       | 8                        | 1                        | 4                        | 27                       | 12                       |                 |
| 2008                     | Fase de grups            | 5è                       | 3                        | 1                        | 1                        | 1                        | 4                        | 4                        |                 |
| 2010                     | No es va classificar     | No es va classificar     | No es va classificar     | No es va classificar     | No es va classificar     | No es va classificar     | No es va classificar     | No es va classificar     |                 |
| 2012                     | 3r lloc                  | 3r                       | 5                        | 3                        | 1                        | 1                        | 4                        | 2                        |                 |
| 2014                     | 3r lloc                  | 3r                       | 4                        | 2                        | 1                        | 1                        | 7                        | 5                        |                 |
| 2017                     | Pendent                  | Pendent                  | Pendent                  | Pendent                  | Pendent                  | Pendent                  | Pendent                  | Pendent                  |                 |
| Total                    | 1 Títol                  | 9/18                     | 56                       | 32                       | 10                       | 14                       | 130                      | 60                       |                 |

## Participacions en la Copa Amèrica
| Copa Amèrica | Copa Amèrica       | Copa Amèrica       | Copa Amèrica       | Copa Amèrica       | Copa Amèrica       | Copa Amèrica       | Copa Amèrica       | Copa Amèrica       |                    |
| Any          | Ronda              | Posició            | PJ                 | PG                 | PE                 | PP                 | GF                 | GC                 |                    |
| ------------ | ------------------ | ------------------ | ------------------ | ------------------ | ------------------ | ------------------ | ------------------ | ------------------ | ------------------ |
| 1993¹        | No la van convidar | No la van convidar | No la van convidar | No la van convidar | No la van convidar | No la van convidar | No la van convidar | No la van convidar | No la van convidar |
| 1995         | No la van convidar | No la van convidar | No la van convidar | No la van convidar | No la van convidar | No la van convidar | No la van convidar | No la van convidar | No la van convidar |
| 1997         | No la van convidar | No la van convidar | No la van convidar | No la van convidar | No la van convidar | No la van convidar | No la van convidar | No la van convidar | No la van convidar |
| 1999         | No la van convidar | No la van convidar | No la van convidar | No la van convidar | No la van convidar | No la van convidar | No la van convidar | No la van convidar | No la van convidar |
| 2001         | No la van convidar | No la van convidar | No la van convidar | No la van convidar | No la van convidar | No la van convidar | No la van convidar | No la van convidar | No la van convidar |
| 2004         | No la van convidar | No la van convidar | No la van convidar | No la van convidar | No la van convidar | No la van convidar | No la van convidar | No la van convidar | No la van convidar |
| 2007         | No la van convidar | No la van convidar | No la van convidar | No la van convidar | No la van convidar | No la van convidar | No la van convidar | No la van convidar | No la van convidar |
| 2011         | No la van convidar | No la van convidar | No la van convidar | No la van convidar | No la van convidar | No la van convidar | No la van convidar | No la van convidar | No la van convidar |
| 2015         | No la van convidar | No la van convidar | No la van convidar | No la van convidar | No la van convidar | No la van convidar | No la van convidar | No la van convidar | No la van convidar |
| 2016²        | Fase de grups      | Fase de grups      | Fase de grups      | Fase de grups      | Fase de grups      | Fase de grups      | Fase de grups      | Fase de grups      | Fase de grups      |
| Total        | Qualified          | 1/8                | 0                  | 0                  | 0                  | 0                  | 0                  | 0                  |                    |

¹ Equador 1993 va ser la primera edició en què es van poder classificar equips de fora de la CONMEBOL.
² Copa América Centenario va ser la primera edició en què equips de fora de la CONMEBOL van poder classificar-se i organitzar la competició.

## Participacions en els Jocs Panamericans
| Jocs Panamericans | Jocs Panamericans   | Jocs Panamericans   | Jocs Panamericans   | Jocs Panamericans   | Jocs Panamericans   | Jocs Panamericans   | Jocs Panamericans   | Jocs Panamericans   |                     |
| Any               | Ronda               | Posició             | PJ                  | PG                  | PE                  | PP                  | GF                  | GC                  |                     |
| ----------------- | ------------------- | ------------------- | ------------------- | ------------------- | ------------------- | ------------------- | ------------------- | ------------------- | ------------------- |
| 1951              | No hi va participar | No hi va participar | No hi va participar | No hi va participar | No hi va participar | No hi va participar | No hi va participar | No hi va participar | No hi va participar |
| 1955              | No hi va participar | No hi va participar | No hi va participar | No hi va participar | No hi va participar | No hi va participar | No hi va participar | No hi va participar | No hi va participar |
| 1959              | 4t lloc             | 4th                 | 6                   | 3                   | 0                   | 3                   | 19                  | 20                  |                     |
| 1963              | No hi va participar | No hi va participar | No hi va participar | No hi va participar | No hi va participar | No hi va participar | No hi va participar | No hi va participar | No hi va participar |
| 1967              | No hi va participar | No hi va participar | No hi va participar | No hi va participar | No hi va participar | No hi va participar | No hi va participar | No hi va participar | No hi va participar |
| 1971              | Fase de grups       | 6è                  | 3                   | 0                   | 2                   | 1                   | 4                   | 5                   |                     |
| 1975              | No hi va participar | No hi va participar | No hi va participar | No hi va participar | No hi va participar | No hi va participar | No hi va participar | No hi va participar | No hi va participar |
| 1979              | No hi va participar | No hi va participar | No hi va participar | No hi va participar | No hi va participar | No hi va participar | No hi va participar | No hi va participar | No hi va participar |
| 1983              | No hi va participar | No hi va participar | No hi va participar | No hi va participar | No hi va participar | No hi va participar | No hi va participar | No hi va participar | No hi va participar |
| 1987              | No hi va participar | No hi va participar | No hi va participar | No hi va participar | No hi va participar | No hi va participar | No hi va participar | No hi va participar | No hi va participar |
| 1991              | Fase de grups       | 5è                  | 3                   | 1                   | 1                   | 1                   | 13                  | 8                   |                     |
| 1995              | No hi va participar | No hi va participar | No hi va participar | No hi va participar | No hi va participar | No hi va participar | No hi va participar | No hi va participar | No hi va participar |
| 1999              | No hi va participar | No hi va participar | No hi va participar | No hi va participar | No hi va participar | No hi va participar | No hi va participar | No hi va participar | No hi va participar |
| 2003              | No hi va participar | No hi va participar | No hi va participar | No hi va participar | No hi va participar | No hi va participar | No hi va participar | No hi va participar | No hi va participar |
| 2007              | Fase de grups       | 10è                 | 3                   | 0                   | 1                   | 2                   | 1                   | 6                   |                     |
| 2011              | No hi va participar | No hi va participar | No hi va participar | No hi va participar | No hi va participar | No hi va participar | No hi va participar | No hi va participar | No hi va participar |
| 2015              | No hi va participar | No hi va participar | No hi va participar | No hi va participar | No hi va participar | No hi va participar | No hi va participar | No hi va participar | No hi va participar |
| Total             | 4t lloc             | 4/17                | 15                  | 4                   | 4                   | 7                   | 37                  | 39                  |                     |

## Participacions en els Jocs Centreamericans i del Carib
| Jocs Centreamericans i del Carib | Jocs Centreamericans i del Carib | Jocs Centreamericans i del Carib | Jocs Centreamericans i del Carib | Jocs Centreamericans i del Carib | Jocs Centreamericans i del Carib | Jocs Centreamericans i del Carib | Jocs Centreamericans i del Carib | Jocs Centreamericans i del Carib |                     |
| Any                              | Ronda                            | Posició                          | PJ                               | PG                               | PE                               | PP                               | GF                               | GC                               |                     |
| -------------------------------- | -------------------------------- | -------------------------------- | -------------------------------- | -------------------------------- | -------------------------------- | -------------------------------- | -------------------------------- | -------------------------------- | ------------------- |
| 1930-1998                        | No hi va entrar                  | No hi va entrar                  | No hi va entrar                  | No hi va entrar                  | No hi va entrar                  | No hi va entrar                  | No hi va entrar                  | No hi va entrar                  |                     |
| 2002                             | 4t lloc                          | 4t                               | 5                                | 2                                | 1                                | 2                                | 5                                | 4                                |                     |
| 2006                             | Fase de grups                    | 7è                               | 2                                | 0                                | 0                                | 2                                | 2                                | 4                                |                     |
| 2010                             | No hi va participar              | No hi va participar              | No hi va participar              | No hi va participar              | No hi va participar              | No hi va participar              | No hi va participar              | No hi va participar              | No hi va participar |
| 2014                             | Fase de grups                    | 9è                               | 3                                | 0                                | 1                                | 2                                | 2                                | 8                                |                     |
| Total                            | 4t lloc                          | 3/21                             | 10                               | 2                                | 2                                | 6                                | 9                                | 16                               |                     |